# Fussballclub Zug 94
Il Fussballclub Zug 94 è una società calcistica svizzera, con sede a Zugo, capitale del cantone omonimo.
L'attuale società è stata fondata nel 1994 dalla fusione tra le due squadre cittadine, il Fußballclub Zug e lo Sportclub Zug. Milita in 1ª Lega.

## Storia

### Sportclub Zug
Lo Sportclub Zug viene fondato nel 1915, ed è delle due componenti la nuova realtà, la società con il migliore palmarès. Vanta una promozione nella Nationalliga A, nella stagione 1983-1984, sotto la guida del tecnico Ottmar Hitzfeld. Nella stagione 1984-1985 la società disputa il campionato di massima serie svizzera classificandosi al 15º posto, davanti al solo Winterthur. Ha giocato oltre 20 stagioni di seconda divisione.

### Fußballclub Zug
Il Fußballclub Zug viene fondato nel 1923 e vanta un palmares meno ricco rispetto ai concittadini. Può comunque vantare 2 presenze nella Lega Nazionale B, la seconda serie per molti anni, nelle stagioni 1985-1986 e 1989-1990. In entrambi i casi ha avuto modo di disputare il derby cittadino contro lo Sportclub.

## Palmarès

### Competizioni interregionali
- Seconda Lega interregionale: 2

2011-2012 (gruppo 2), 2024-2025 (gruppo 3)

### Altri piazzamenti
- Challenge League:

Secondo posto: 1939-1940 (Quarto girone)
- 1ª Lega:

Secondo posto: 2012-2013 (gruppo 3)
Terzo posto: 2014-2015 (gruppo 2)
- Seconda Lega interregionale:

Secondo posto: 2022-2023 (gruppo 4)